# Złotnicka pstra

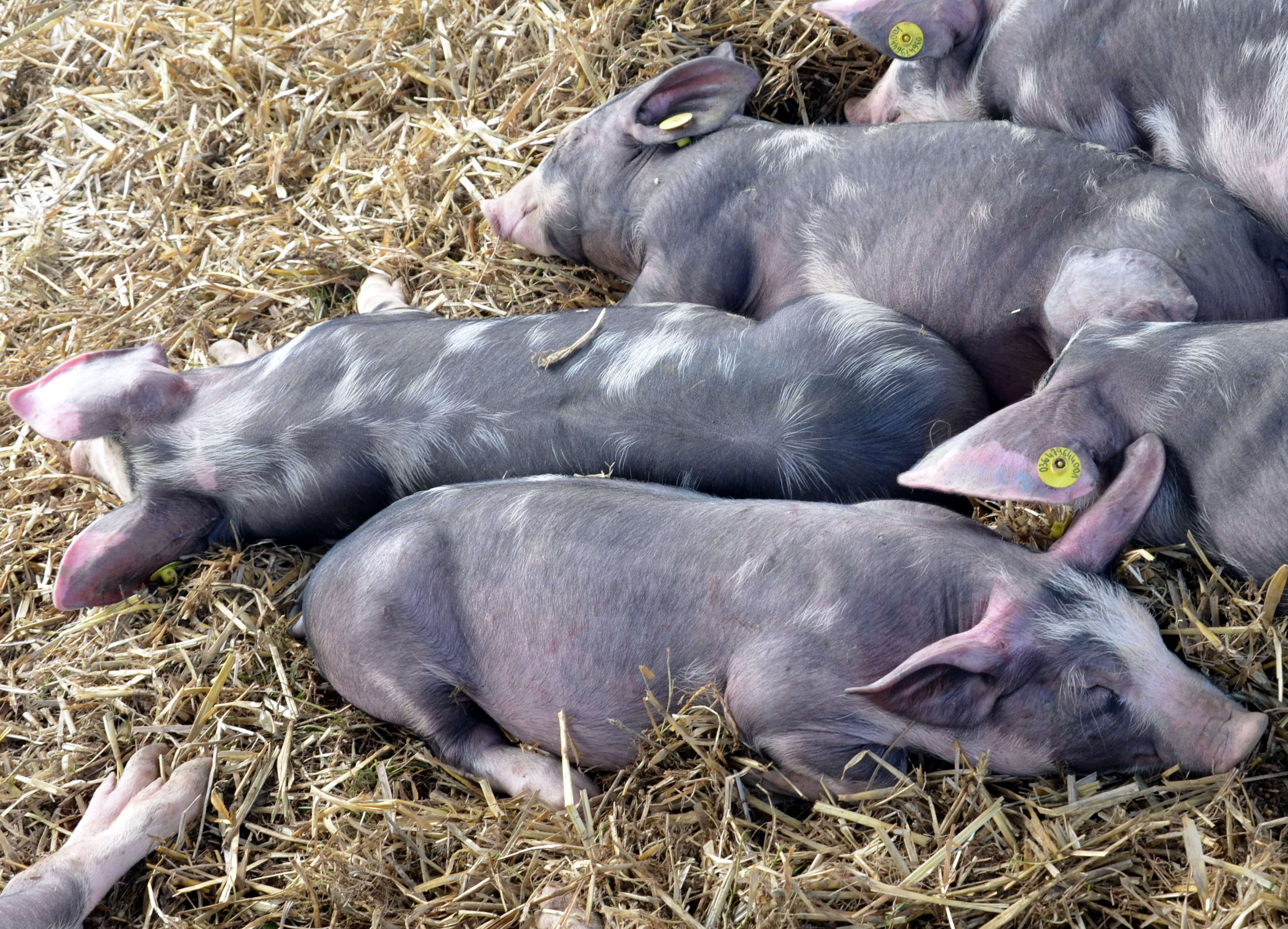
Prosięta świni złotnickiej pstrej

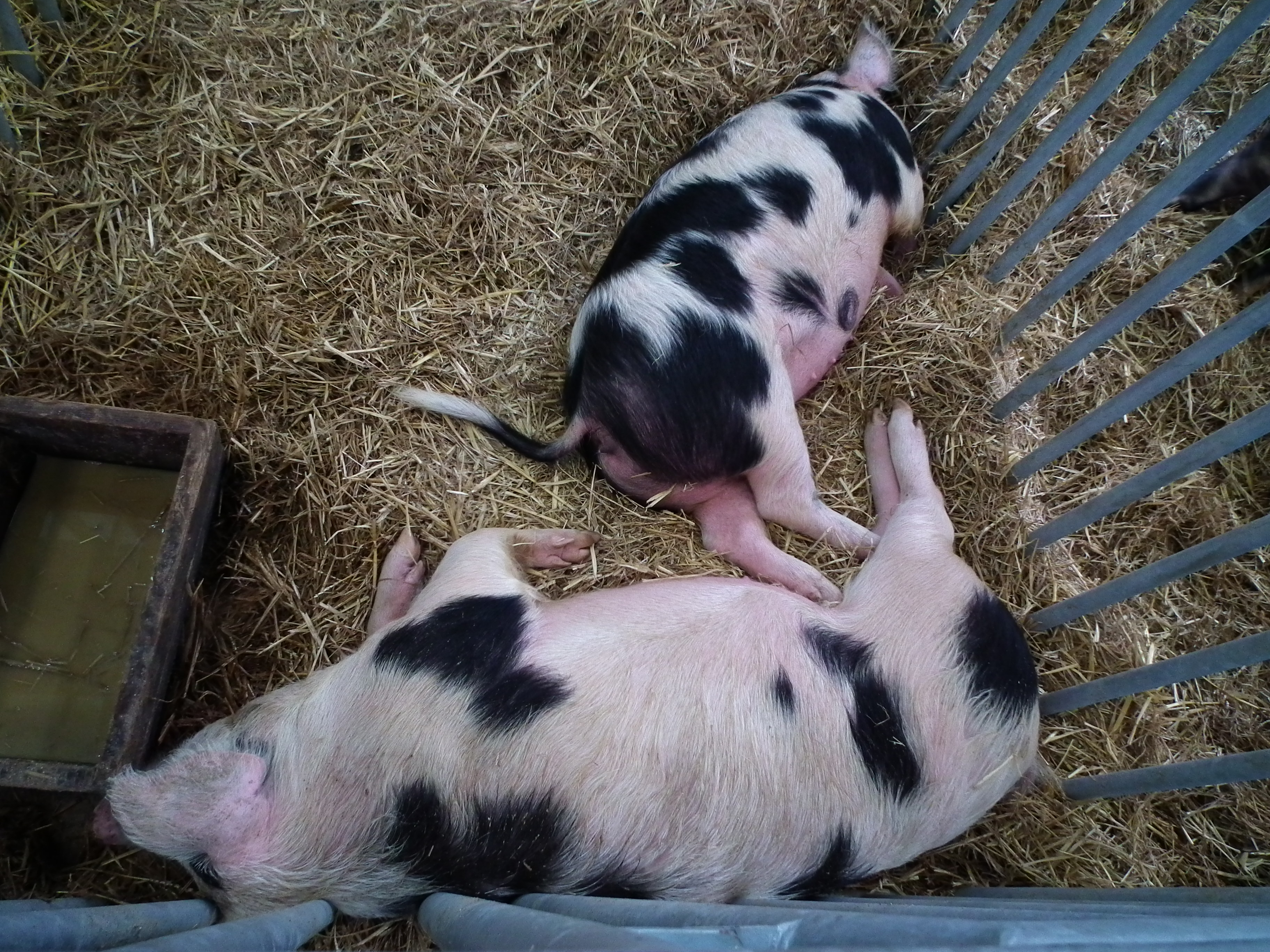
Osobniki leżące

Złotnicka pstra – polska rasa świni domowej.

## Historia
Zarówno rasa złotnicka pstra, jak i biała powstały w latach 1946–1949 na terenie województwa olsztyńskiego, za sprawą prac doświadczalnych prowadzonych przez prof. Stefana Alexandrowicza. Uniwersytet Poznański zakupił wtedy pięć knurów i 18 loch przywiezionych przez przesiedleńców z okolic Wilna i Nowogródka na Warmię (okolice Lidzbarka Warmińskiego), a będącymi mieszańcami prymitywnych świń długouchych oraz krótkouchych i możliwą domieszką krwi świń wielkich białych angielskich. Świnie te umieszczono (po krótkim pobycie w zakładzie w Pawłowicach) w Rolniczym Zakładzie Doświadczalnym w Złotnikach koło Poznania. W wyjściowej populacji przeważały osobniki umaszczone łaciato, czarno-biało lub biało, rzadziej występowały czarne, szare, rude lub pręgowane. W wyniku dalszych kojarzeń oraz selekcji materiału zwierzęcego wyhodowano dwie odmiany świń złotnickich: białą (mięsną) i pstrą (mięsno-słoninową). W 1962 obie odmiany uznano za odrębne rasy. Otwarto wtedy dla nich księgi zwierząt hodowlanych.
Świnie rasy pstrej początkowo hodowano na terenie Mazur – w gospodarstwach w Parczu i w Zakładzie Polskiej Akademii Nauk w Popielnie. Później chlewnie zarodowe urządzono w Wielkopolsce, w Manieczkach i w Chraplewie pod Bydgoszczą. Od 1984 świnie te objęto hodowlą zachowawczą.

## Wzorzec rasy
Wzorzec historycznie ukształtowany:
- możliwy dymorfizm płciowy, głównie w starszym wieku,
- maść łaciata, czarno-biała (po około 50%), efekt „drugiej skóry”, eliminuje się osobniki ze skórą pigmentowaną siwo pod białą szczeciną lub z przebarwieniami rudymi,
- głowa średniej wielkości,
- ryj średnio długi i prosty,
- uszy pochylone ku przodowi, średniej wielkości,
- tułów długi, lekko spłaszczony, z dopuszczalną niewielką karpiowatością,
- zad dobrze wypełniony, dopuszczalna jest lekka spadzistość,
- kończyny mocne, o grubych kościach,
- 12 sutków u loch z dopuszczalną asymetrią jednego sutka,
- lochy troskliwe dla prosiąt, opiekuńcze, knury z poprawnym libido,
- masa ciała lochy: 200–300 kg,
- masa ciała knura: 300–350 kg[2].

Świnia typu mięsno-słoninowego, późno dojrzewająca. Liczba prosiąt w miocie od 8 do 10 sztuk. Nie ma większych wymagań paszowych. Odporna na specyficzne czynniki chorobotwórcze. Mięso bardzo dobrej jakości, przydatne do wytwarzania regionalnych produktów mięsnych, w tym zwłaszcza wędlin dojrzewających. Hodowana najczęściej w gospodarstwach ekologicznych, o ekstensywnych metodach chowu.

## Kulinaria
Mięso pochodzące od świń złotnickich (białych i pstrych) wpisano 12 maja 2006 na Listę produktów tradycyjnych (prowadzoną przez Ministra Rolnictwa i Rozwoju Wsi) w kategorii „Produkty mięsne” w woj. wielkopolskim pod nazwą „wielkopolska wieprzowina złotnicka”.